# Načeradec
Načeradec település Csehországban, a Benešovi járásban. Načeradec Lukavec, Vilice, Smilovy Hory, Čechtice, Čáslavsko, Louňovice pod Blaníkem, Pravonín, Kamberk és Mezilesí településekkel határos. Lakosainak száma 1114 fő (2024. január 1.).

## Népesség
A település lakosságának változását az alábbi diagram mutatja:
| Lakosok száma | 4246 | 3881 | 3636 | 2229 | 1341 | 1055 | 1047 | 1056 | 1073 | 1114 |
|               | 1869 | 1890 | 1921 | 1950 | 1980 | 2001 | 2017 | 2019 | 2022 | 2024 |